# Ministerium Thun

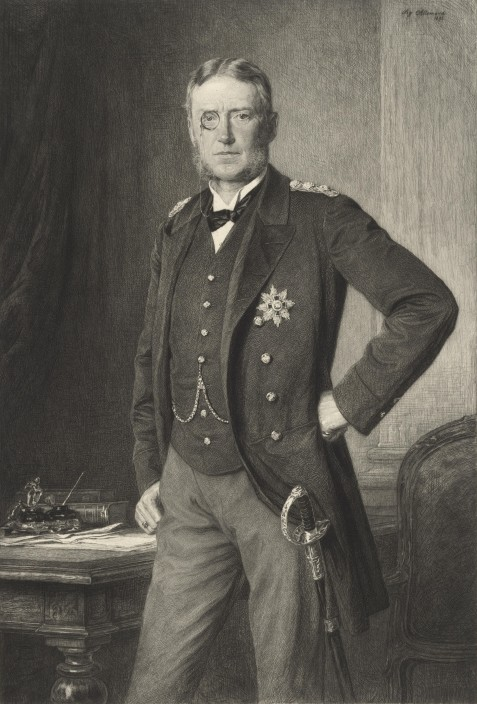
Franz von Thun und Hohenstein war zwischen 1898 / 1899 Ministerpräsident Altösterreichs

Das Ministerium Thun wurde am 5. März 1898 von Ministerpräsident Franz von Thun und Hohenstein in Cisleithanien gebildet, eine vor allem im Beamtentum und bei Juristen gebräuchliche inoffizielle Bezeichnung für den nördlichen und westlichen Teil Österreich-Ungarns. Es löste das Ministerium Gautsch I ab und blieb bis zum 2. Oktober 1899 im Amt. Daraufhin folgte das Ministerium Clary.
Der Außenminister, der Kriegsminister und der gemeinsame Finanzminister gehörten diesem Kabinett nicht an. Siehe k.u.k. gemeinsame Ministerien.

## Minister
Dem Ministerium gehörten folgende Minister an:
| Amt                             | Amtsinhaber                              | Beginn der Amtszeit          | Ende der Amtszeit               |
| ------------------------------- | ---------------------------------------- | ---------------------------- | ------------------------------- |
| Ministerpräsident               | Franz von Thun und Hohenstein            | 5. März 1898                 | 2. Oktober 1899                 |
| Ackerbauminister                | Michael von Kast                         | 5. März 1898                 | 2. Oktober 1899                 |
| Handelsminister                 | Joseph Maria Baernreither Josef Di Pauli | 5. März 1898 6. Oktober 1898 | 3. Oktober 1898 2. Oktober 1899 |
| Kultus- und Unterrichtsminister | Artur Bylandt-Rheidt                     | 5. März 1898                 | 2. Oktober 1899                 |
| Finanzminister                  | Josef Kaizl                              | 5. März 1898                 | 2. Oktober 1899                 |
| Innenminister                   | Franz von Thun und Hohenstein            | 5. März 1898                 | 2. Oktober 1899                 |
| Justizminister                  | Ignaz von Ruber                          | 5. März 1898                 | 2. Oktober 1899                 |
| Minister für Landesverteidigung | Zeno Welser von Welsersheimb             | 5. März 1898                 | 2. Oktober 1899                 |
| Eisenbahnminister               | Heinrich von Wittek                      | 5. März 1898                 | 2. Oktober 1899                 |
| Minister ohne Geschäftsbereich  | Adam Jedrzejowicz                        | 5. März 1898                 | 2. Oktober 1899                 |